# Marquartstein
Marquartstein es un municipio alemán, ubicado en el Distrito de Traunstein, en la región administrativa de Alta Baviera, en el Estado federado de Baviera. 

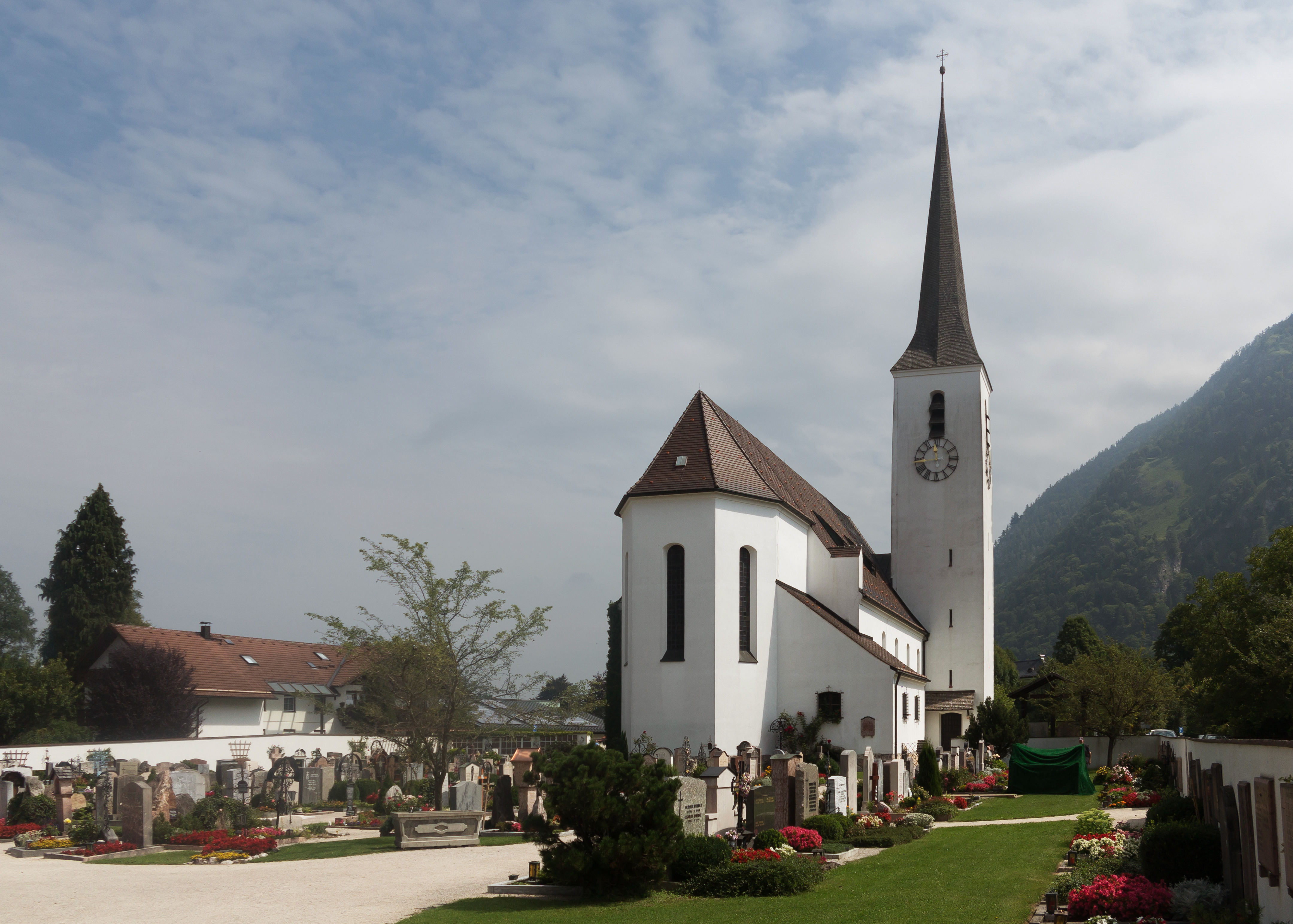
La iglesia Pfarrkirche Heilig Blut en Marquartstein